# William Lincoln Bakewell
William Lincoln Bakewell (26 de noviembre de 1888-21 de mayo de 1969) fue el único norteamericano a bordo del Endurance durante la Expedición Imperial Transantártica 1914–1916 con Sir Ernest Shackleton. William Bakewell se unió al grupo del Endurance en Buenos Aires, Argentina junto con su amigo Perce Blackborow. Bakewell fue contratado como marinero. Las aventuras de Bakewell, incluido el relato del tiempo que pasó a bordo del Endurance, se encuentran relatadas en sus memorias The American on the Endurance ("El norteamericano en el Endurance")

## Biografía
Bakewell nació el 26 de noviembre de 1888 en Joliet, Illinois. De 1914 a 1916 participó en la Expedición Imperial Transantártica. En 1923 regresó a Joliet y trabajó en Elgin, Joliet y Eastern Railway. Luego fue un tower man para el Rock Island Railroad. Se casó con Merle en 1925 y tuvieron una hija, Elizabeth Bakewell. Durante la Segunda Guerra Mundial trabajó en la Planta Eléctrica Diésel en La Grange, Illinois. En agosto de 1945 compró una granja en Míchigan. 
Murió el 21 de mayo de 1969 en Dukes, Míchigan. Fue enterrado en el cementerio de la Iglesia Luterana Immanuel en Skandia, Míchigan.